# Oberhaim (Adelsgeschlecht)

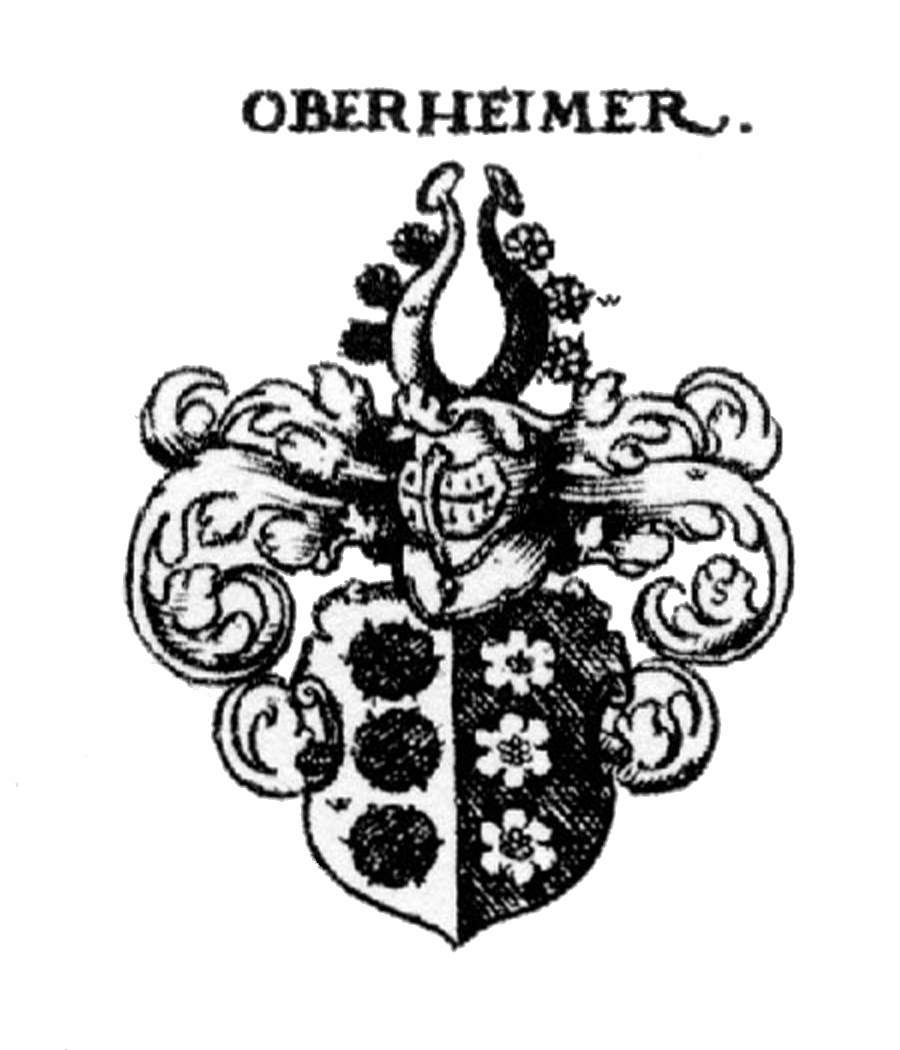
Wappen der Oberheimer (von Oberhaim)

Die Oberhaim (Oberhaimer, Oberheim bzw. Oberhaym, Oberhaimb etc.) waren ein Oberösterreichisch-bayerisches Adelsgeschlecht, das seinen Stammsitz in Oberham bei Hohenzell hatte und dann nach Oberösterreich kam.

## Geschichte
Christoph Oberhaimer nahm 1235 am 14. Turnier in Würzburg teil, sein Sohn Georg wurde als Edler am Turnier 1284 in Regensburg erwähnt. Ortolph lebte 1308, sein Sohn war Ulrich, die Enkelsöhne waren Michael und Hans. Michael Oberhaimer zu Gröming († 1435) war 1414 Pfleg- und Landrichter zu Weissenberg, 1416 wird er herzoglicher Pfleger zu Waxenberg.
Hans von Oberhaim zu Parz war Verweser der Hauptmannschaft des Landes ob der Enns, seine Söhne Wolfgang, Matthias und Colman bildeten drei Linien. Hans, Ottmar und Colman wurden am 5. April 1486 bei der Krönung Maximilians I. zum römisch-deutschen König in Aachen zum Ritter geschlagen.
Simon Oberhaim zum Falkenstein war 1478 neben Ulrich von Starhemberg Viertelshauptmann im Unteren Mühlviertel. Die Brüder Othmar und Bartholomäus Oberhaimer auf Burg Marsbach betätigten sich auch als Raubritter. Othmar wurde von Herzog Ernst von Bayern gefangen genommen und 1520 vom Gericht zum Tode verurteilt.
Mit Georg Andreas von Oberhaim, Herr zu Schönau, starb das Geschlecht im 17. Jahrhundert aus.

## Persönlichkeiten

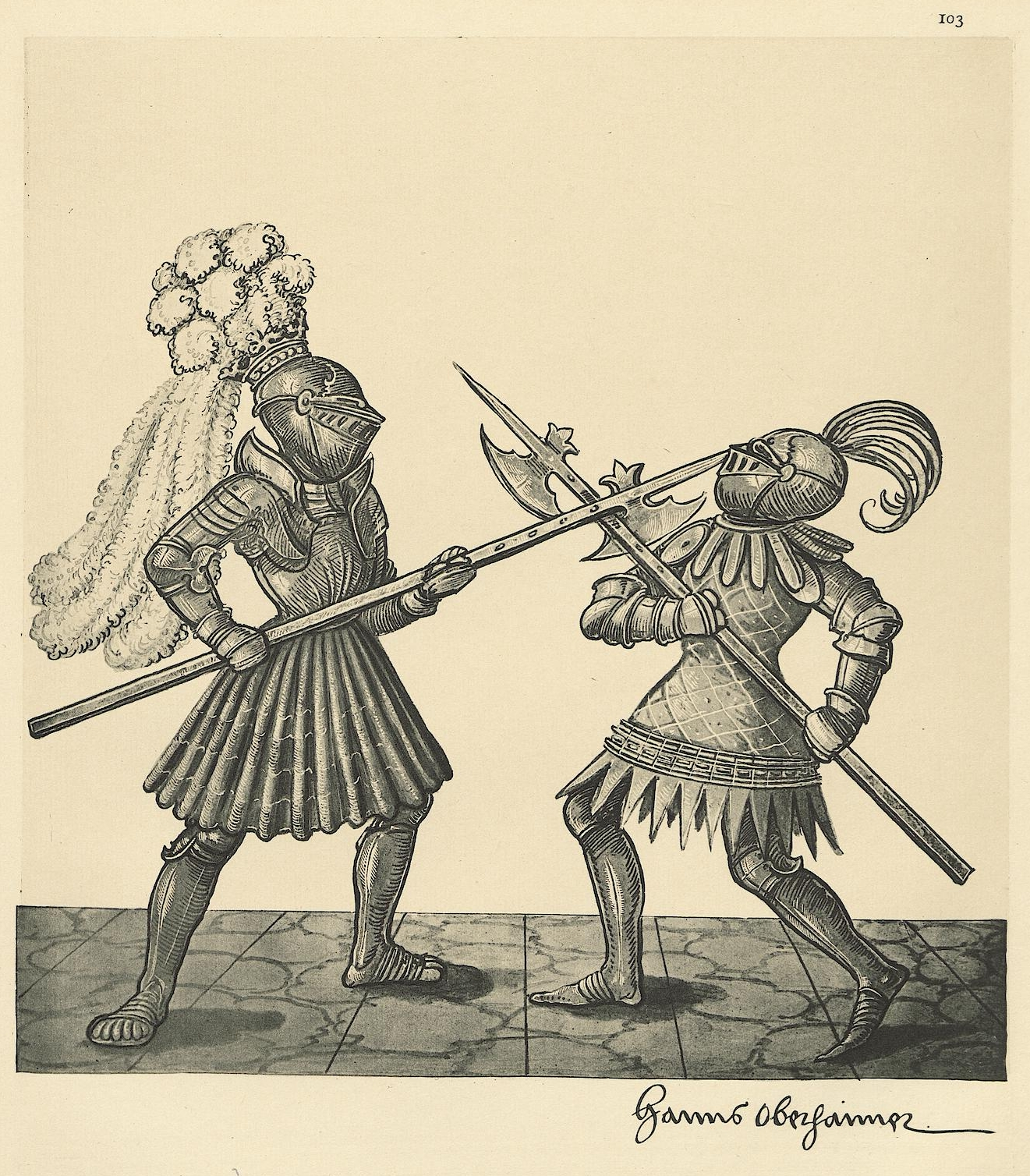
Freydal Tafel 103 – Kaiser Maximilian I. im Kampf mit Hanns Oberhaimer

- Wolfgang Oberhaim, 1458 im Ausschuss des Ritterstands bei Streitschlichtung Kaiser Friedrich II. und Herzog Albrecht VI., danach Rat Herzog Albrechts, 1466 Anwalt der Hauptmannschaft ob der Enns
- Christoph von Oberhaim († nach 1499), Herr zu Irnharting, 1452 Untermarschall von König Ladislaus von Ungarn und Böhmen, Erzherzog von Österreich
- Simon von Oberhaim zum Falckenstain, 1478 neben Ulrich von Starhemberg Viertelshauptmann im Machlandviertel
- Christoph von Oberhaim zu Wincklberg († um 1584), röm. kais. Rat, Beisitzer der nö Landsrechte, ab 1564 bis zu seinem Tod Landuntermarschall in Niederösterreich

## Stammliste
Stammliste (laut Hoheneck) siehe Stammliste der Oberhaim

## Wappen
Wappen

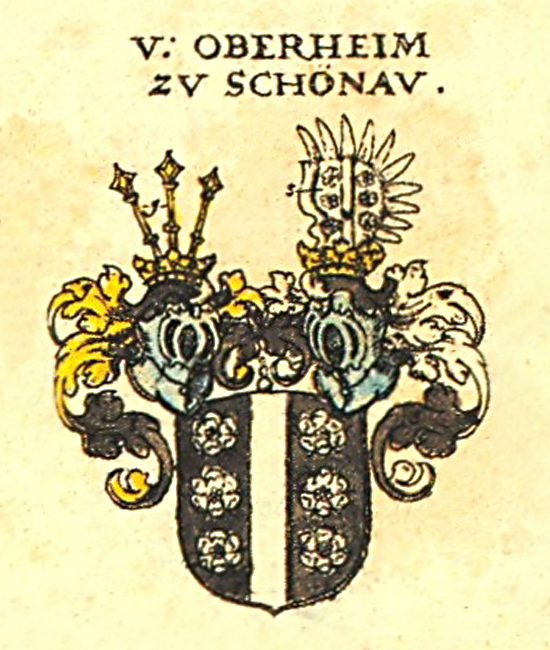
Wappen derer von Oberhaim (Oberheim) zu Schönau

ein gespaltenes Schild, rechts weiß mit drei schwarzen Rosen, links schwarz mit drei weißen Rosen; ein offener Helme, mit zwei Büffelhörnern, rechts weiß mit seitlich drei schwarzen Rosen, links schwarz mit seitlich drei weißen Rosen. Die Helmdecken sind schwarz-weiß.
Ritterwappen
ein schwarzes Schild durch einen weißen Pfahl getrennt, in schwarz je drei weiße Rosen; zwei offene gekrönte Helme, der vordere mit drei goldenen Pusikanen bestückt, der hintere hat einen einwärts gekehrten geschlossenen Flug, mit den Farben wie im Wappen. Die Helmdecken sind rechts gelb-schwarz und links schwarz-weiß.